# Bellini (zespół muzyczny)
Bellini (dawniej BB Inc., BB'S, Bellini Brothers, The Object, Paradyze Club, STFU, Supercharger) – niemiecki zespół muzyczny, powszechnie znany za sprawą debiutanckiego singla „Samba de Janeiro” z 1997.

## Dyskografia

### Albumy studyjne
| 1997 | Samba de Janeiro - Wydany: 14 sierpnia 1997 - Wytwórnia: Orbit Records | 63 | 26 | 47 |

### Single
| 1997 | „Samba de Janeiro”                    | 2  | 3  | 2  |
| 1997 | „Carnaval”                            | 93 | –  | –  |
| 1998 | „Me gusta la vida”                    | 79 | 30 | 46 |
| 1999 | „Saturday Night”                      | –  | –  | –  |
| 2000 | „Arriba Allez”                        | –  | –  | –  |
| 2000 | „Samba de Amigo vs. Samba de Janeiro” | –  | –  | –  |
| 2001 | „Brazil”                              | 71 | –  | 79 |
| 2004 | „Tutti Frutti”                        | –  | –  | 78 |
| 2004 | „Magalenha” (feat. Mendoça Do Rio)    | –  | –  | –  |
| 2006 | „Samba 2006”                          | –  | –  | –  |
| 2007 | „Let's Go to Rio”                     | 99 | –  | –  |
| 2010 | „Samba All Night”                     | –  | –  | –  |